# يان هينتزه
يان هينتزه (بالدنماركية: Jan Heintze)‏ ، من مواليد 17 أغسطس 1963 ، لاعب كرة قدم دنماركي سابق.
لعب مع منتخب الدنمارك لكرة القدم.

## روابط خارجية
- يان هينتزه على موقع الاتحاد الدولي (مؤرشف)  (الإنجليزية)
- يان هينتزه على موقع الاتحاد الأوربي (الإنجليزية)
- يان هينتزه على موقع قاعدة بيانات كرة القدم.إي يو (الإنجليزية)
- يان هينتزه على موقع بيانات كرة القدم. دي إي (الألمانية)
- يان هينتزه على موقع ناشيونال فوتبول تيمز (الإنجليزية)